# 白腰雪雀
白腰雪雀（学名：Onychostruthus taczanowskii）为雀科高原雀属的唯一一种鸟类，原属雪雀属，是中国的特有物种。分布于青海、四川、西藏等地，主要栖息于海拔3000-4500m的高山、草原及荒漠地带以及筑巢于墙洞、废弃鼠洞或地面。该物种的模式产地在青海大通河。